# Beemster

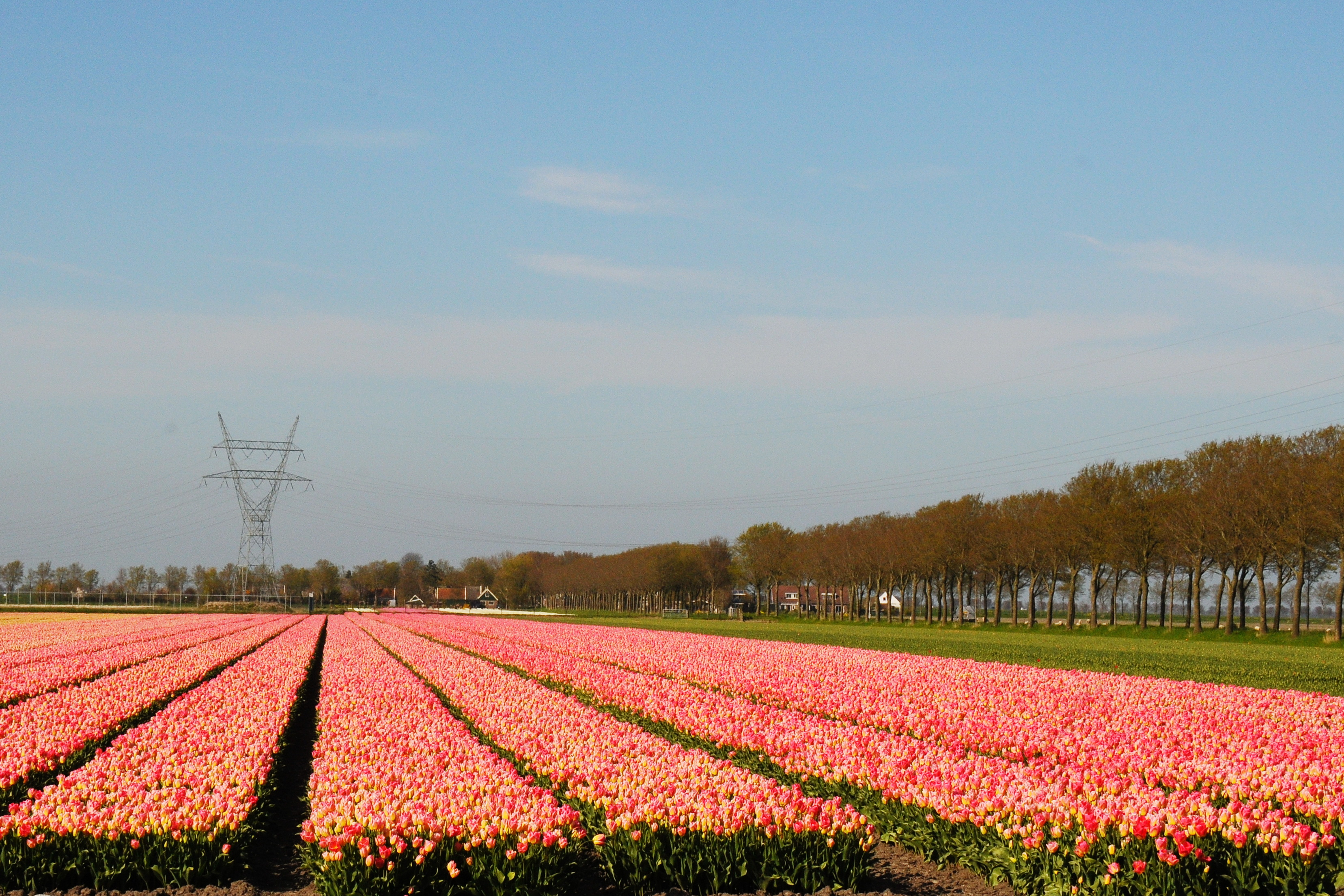
De Beemster

De Beemster (uitspraakⓘ) is een droogmakerij (polder) en voormalige gemeente in de Nederlandse provincie Noord-Holland. De gemeente had een oppervlakte van 72,08 km² (waarvan 2,80 km² water). 
Binnen de Beemster liggen de dorpen Middenbeemster, Noordbeemster, Westbeemster en Zuidoostbeemster, alsmede de buurtschappen Halfweg en Klaterbuurt.
De gemeente Beemster is op 1 januari 2022 opgeheven en  gefuseerd met de gemeente Purmerend, waartoe op 9 januari 2018 was besloten.
De voormalige gemeente Beemster maakte deel uit van de Vervoerregio Amsterdam en maakt hier sinds de fusie met Purmerend nog steeds deel vanuit, aangezien Purmerend hier ook onder valt.
De polder, die in 1612 droogviel, werd in 1999 op de UNESCO-Werelderfgoedlijst geplaatst.

## Geschiedenis

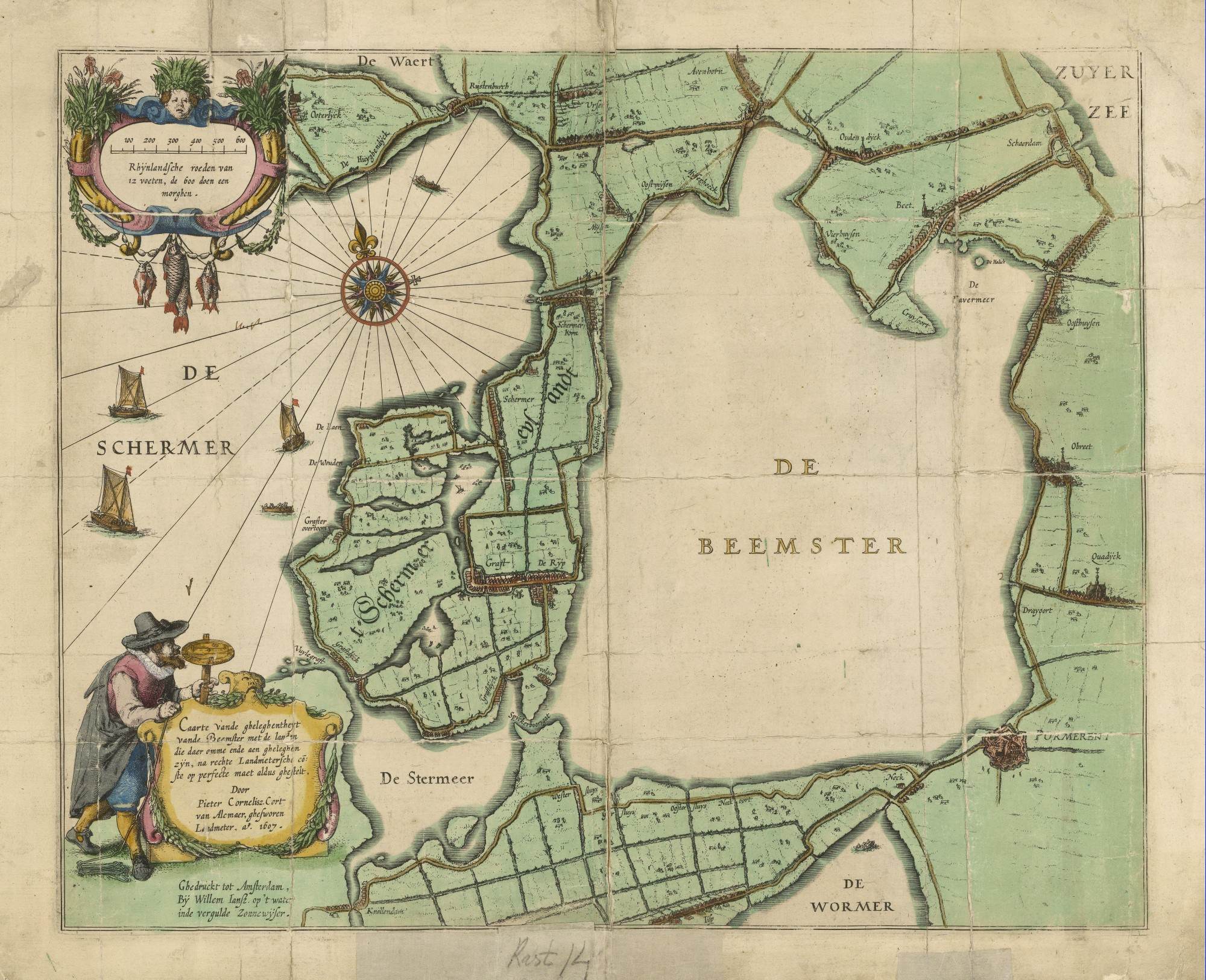
Kaart van de Beemster voor de inpoldering met ten westen van de Beemster het Schermereiland

Rond het jaar 800 was het gebied, dat nu de gemeente Beemster vormt, bedekt met veen. Beemster is afgeleid van Bamestra, de naam van een riviertje in het gebied. Ontginning van het veen door de mens in combinatie met stormvloeden leidde ertoe dat dit riviertje in de periode 1150-1250 uitgroeide tot een binnenzee, een meer dat in open verbinding stond met de Zuiderzee en door de Where met de Purmer. De Beemster stond via het Spijkerboorsgat in verbinding met het Starnmeer en werd in het westen begrensd door het Schermereiland. Aan het meer lagen Purmerend, De Rijp, Oosthuizen, Beets en Hobrede.
In 1607 werd door de Staten van Holland en West-Friesland aan enkele burgemeesters (van onder andere Amsterdam) en een aantal aanzienlijke kooplieden, waaronder Willem Usselincx, Jacob Poppen en Dirck van Os, toestemming verleend om de Beemster droog te maken. Jan Adriaanszoon Leeghwater, timmerman en molenbouwer uit De Rijp, speelde daarbij een belangrijke rol als adviseur, opzichter en toezichthouder (met zeven anderen) op de molenbouw. Het is echter een misverstand dat Leeghwater belast is geweest met algehele leiding bij deze drooglegging.
Op 23 januari 1610, toen dit bijna gereed was, liep het meer weer vol als gevolg van een breuk in de Waterlandse Zeedijk (de Emerentiavloed of Pontiaansvloed). Men besloot toen om de ringdijk zo hoog te maken dat hij een meter boven het omringende land uitstak. Op 19 mei 1612 was de polder droog en was de huidige droogmakerij De Beemster een feit. Op dat moment stonden er 43 poldermolens. Uiteindelijk zijn er 50 molens nodig geweest om de droogmakerij te bemalen. Het land werd ingedeeld in rechthoekige kavels volgens een geometrisch patroon. De kavels werden verdeeld onder de investeerders. De kwaliteit van de landbouwgrond was dusdanig hoog dat het project destijds als een economisch succes gold, – de 'durf'investeerders van toen hadden hun geld er in een jaar uit – dit in tegenstelling tot bijvoorbeeld de hierna met enthousiasme aangevangen droogmakerijen zoals de Schermer of de Heerhugowaard.
Driehonderd jaar lang werd de polder drooggehouden met 50 poldermolens, eind negentiende eeuw werden zij vervangen door drie stoomgemalen en zijn de molens allemaal verdwenen. In de twintigste eeuw werden de stoomgemalen vervangen door twee elektrische gemalen.
De zuidelijke ringvaart is sinds 1825 onderdeel van het Noordhollandsch Kanaal.
Sinds 1960 is een ingrijpende verfijning van het ontwateringssysteem doorgevoerd. Het waterbeheer is thans zo nauwkeurig mogelijk afgestemd op de bestaande verschillen in hoogteligging, aard en gebruik van de landerijen; er kan ook rekening gehouden worden met veranderingen in het bodemgebruik.

## Beschermd erfgoed
Sinds 1999 staat de gehele droogmakerij Beemster op de UNESCO-Werelderfgoedlijst.
In de Beemster liggen vijf forten als onderdeel van de Stelling van Amsterdam, ook Werelderfgoed, waaronder het Fort bij Spijkerboor. Hier zijn dus twee Werelderfgoederen op één locatie gecombineerd.

## Buitenplaatsen

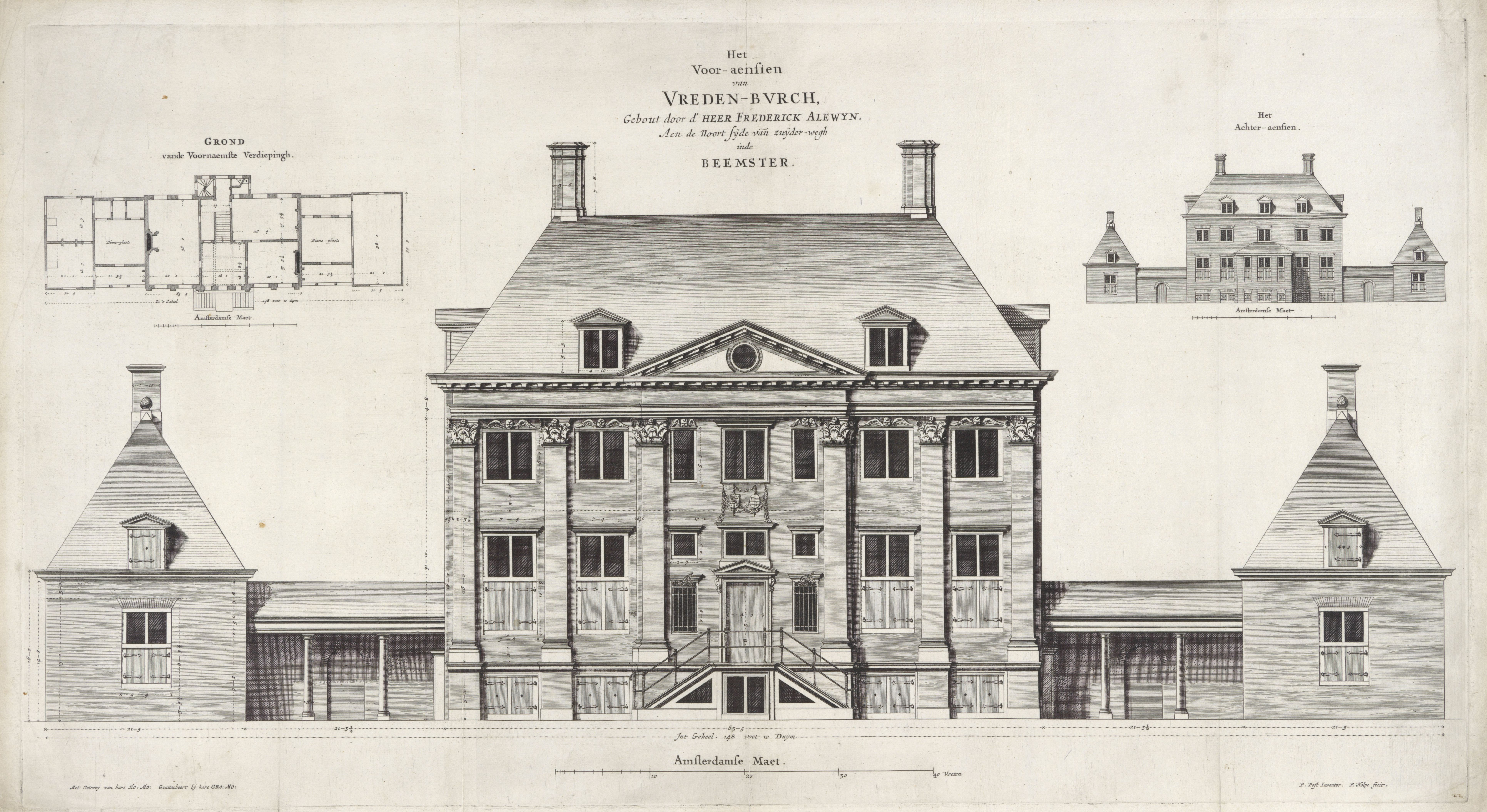
De buitenplaats Vredenburch omstreeks 1650

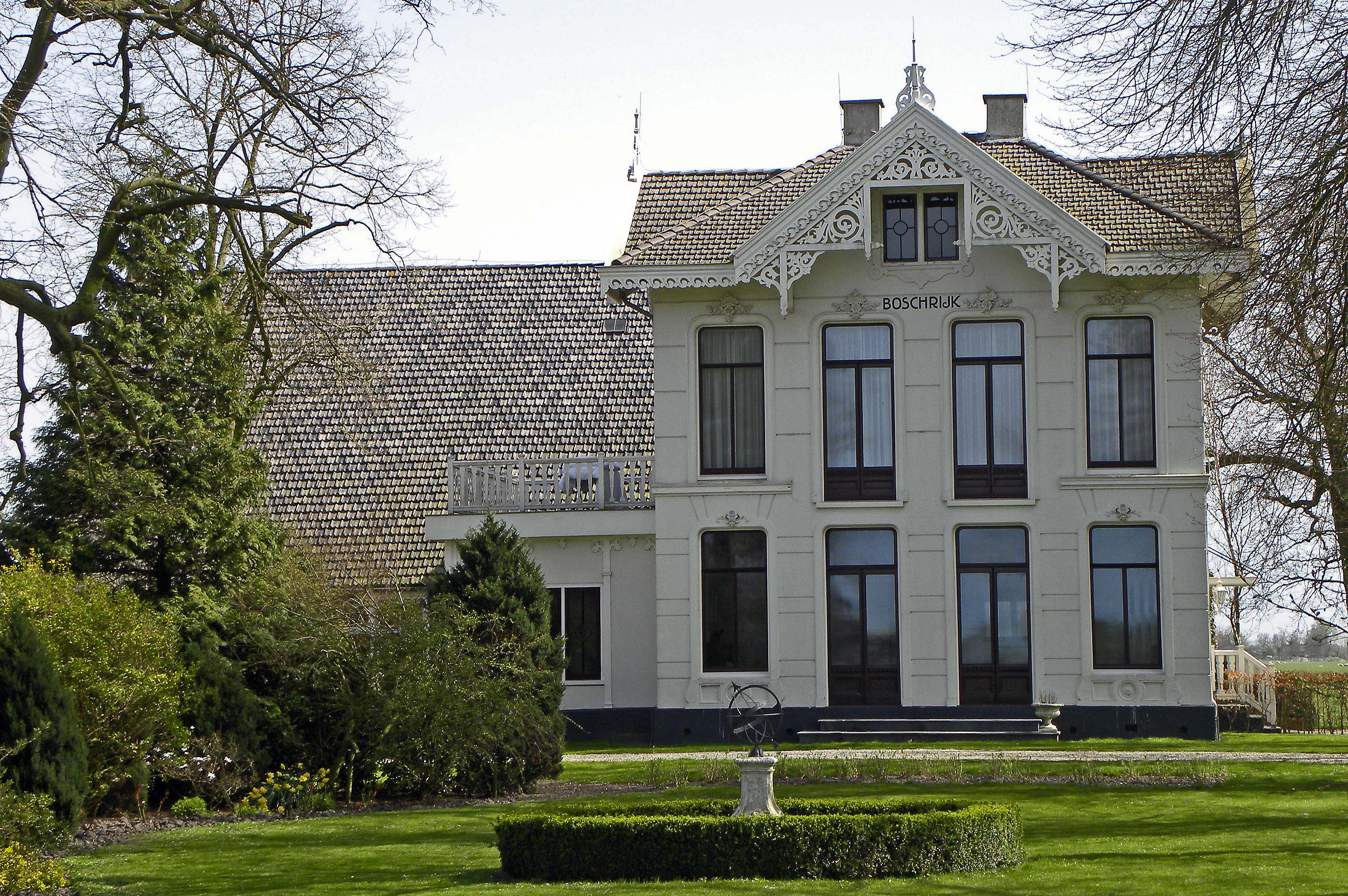
Boschrijk

De Beemster telde in de Gouden Eeuw veel buitenplaatsen, gebouwd door rijke –vaak VOC- kooplieden. Als late echo van de Gouden Eeuw zijn in de Beemster nog steeds een aantal statige buitenplaatsen te vinden, zoals Boschrijk (ca. 1850) aan de Jisperweg, Mariënheuvel (ca. 1820) aan de Volgerweg en Rustenhove (ca. 1768) op de hoek van de Volgerweg en Middenweg, alle particulier bezit.

## Stolpen

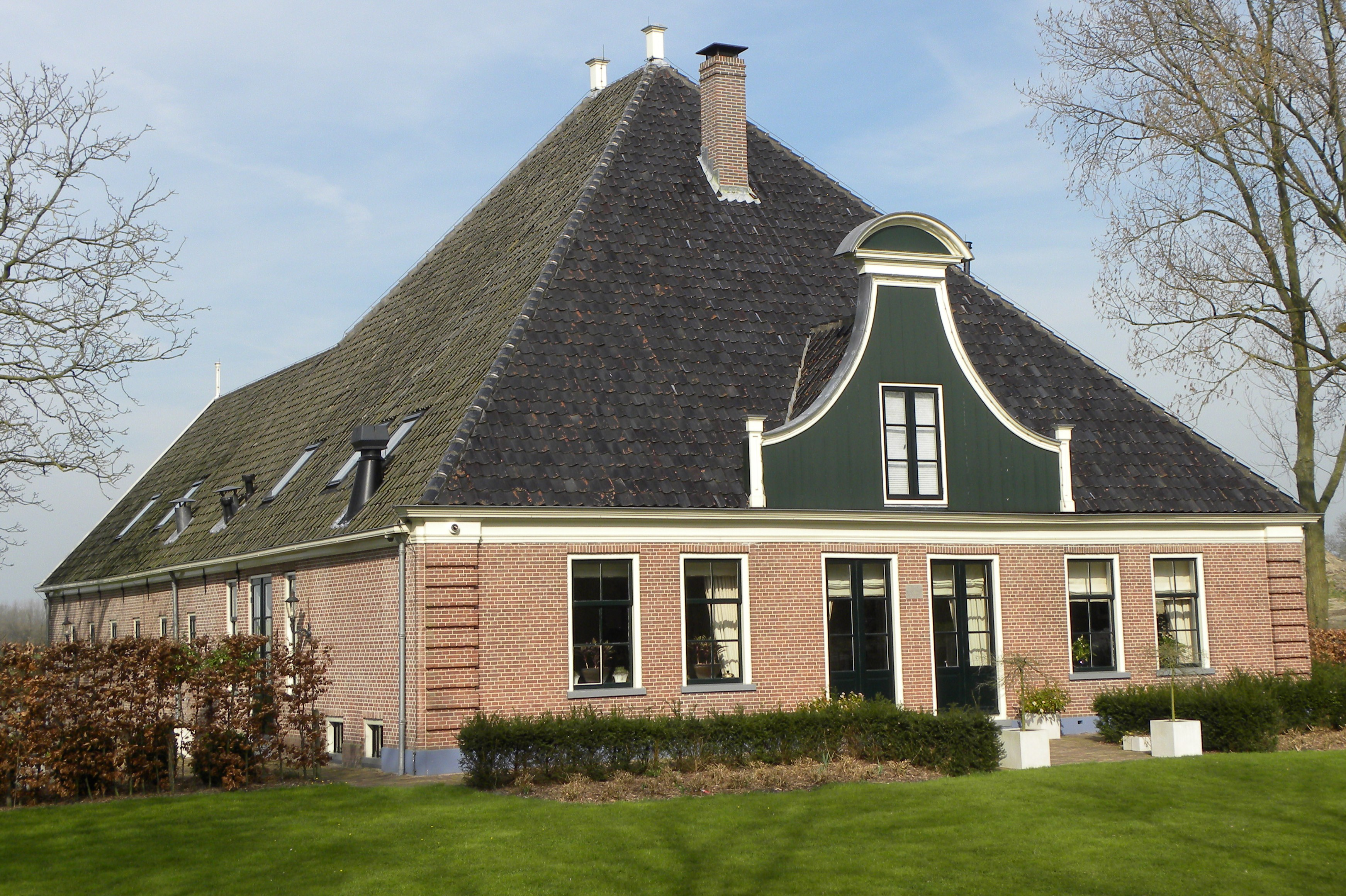
Stolpboerderij in de Beemster

Dankzij de vruchtbare grond heeft de Beemster zich tevens sterk ontwikkeld als agrarisch gebied. Kenmerkend voor de Beemster zijn dan ook de opvallende stolpboerderijen met hun piramidevormige daken, zoals de bekende stolpboerderij De Eenhoorn (ca. 1682).

## Wonen
Waar de stolpboerderijen vroeger een agrarische bedrijfsfunctie hadden, zijn deze panden steeds meer bewoond door welgestelde kopers met affiniteit met het landleven. De centrale ligging, ruimte en de symmetrische verkaveling trekken veel kopers van buiten naar de Beemster. Dit maakt dat de Beemster van een werkomgeving steeds meer een woonomgeving wordt.
De verwachting is dat tot 2025 de woningvoorraad met gemiddeld 200 woningen per jaar toeneemt, en daarna tot 2029 met gemiddeld 100 woningen per jaar. Uiteindelijk zou dat dan leiden tot ongeveer 5700 woningen en 14.000 inwoners in 2034, tegenover 4100 woningen en 10.000 inwoners nu. Vrijwel de gehele verwachte bevolkingsgroei zal worden gerealiseerd in Middenbeemster (ongeveer 1200 inwoners erbij tot 2034) en Zuidoostbeemster (ongeveer 2700 inwoners erbij tot 2034).

## Recreatie
De Beemster kent diverse faciliteiten, waaronder een 9 holes golfbaan aan de Volgerweg. Aan de kruising Volgerweg / Nekkerweg is het daar aanwezige Fort aan de Nekkerweg verbouwd tot healthcenter met hotelfaciliteiten.

## Buurten
Naast de vier dorpen en de twee grotere buurtschappen bestond en bestaat de Beemster ook uit diverse buurten. Deze droegen/dragen namen als Assumerbuurt, Ons Hoekje, de Blikken Schel, het Eiland, de Witte Kan, KEO, Nooitgedacht en de Vlooijenkriek. Veel van deze buurten ontstonden als groepjes arbeiderswoningen. Deze woningen kenden veelal luiken voor de ramen en de bedsteden waren per woning boven elkaar geplaatst in één kamer. In de woningen woonden de werklui die op de boerderijen werkten. De werklui kwamen overal vandaan, zelfs uit het buitenland, zoals Duitsland. Maar ook kwam een deel gewoon uit de omgeving. Bekend feit is dat de meeste werklui door het gras naar de boerderij liepen in plaats van via de verharde en onverharde wegen, want dan sleten de klompen veel minder.

## Cultuur

### Monumenten
In de polder zijn er een aantal provinciale monumenten, zie:
- Lijst van provinciale monumenten in de Beemster

## Musea
- Betje Wolff Museum te Middenbeemster
- Beemstermuseum te Middenbeemster
- Beemster Arboretum te Zuidoostbeemster

## Woonachtig geweest
- Schrijfsters Betje Wolff en Aagje Deken woonden in Middenbeemster. Een museum in dit dorp herinnert hieraan.
- Schilder Carel Fabritius (1622-1654), leerling van Rembrandt, werd in Middenbeemster geboren als zoon van de eerste schoolmeester/koster.

## Geboren
- Siem Vroom (1931 - 1985), film- en televisie-acteur
- Marius Ernsting (5 november 1947), GroenLinks-politicus
- Arnold Karskens (19 augustus 1954), oorlogsverslaggever en omroepbestuurder (ON)
- Lottie Hellingman (7 augustus 1977), actrice, zangeres en presentatrice

## Plaatsen in de polder

### Topografie
Topografisch kaartbeeld van de droogmakerij  Beemster

### Plaatsen binnen de polder
Dorpen:
- Middenbeemster
- Noordbeemster
- Westbeemster
- Zuidoostbeemster

De grotere buurtschappen:
- Halfweg
- Klaterbuurt

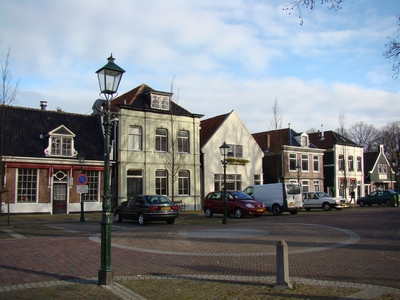
Middenbeemster

De kleinere buurtschappen annex buurten:
- Arenberg
- Assummerbuurt
- De Blikken Schel
- De Zevenhuisjes
- Het Hoekje (ook wel Ons Hoekje)
- Hoornsche Keet

De Beemster kent verder een groot aantal buurtverenigingen, die als een buurtgemeenschap werken. Diverse zijn vernoemd naar de eigenlijke buurten die binnen de Beemster zijn gelegen. Een aantal zijn ook vernoemd naar gebiedsduidingen, zoals Het Buiten Westen (waarmee men het gebied ten westen van de plaats Westbeemster duidt).

### Zetelverdeling gemeenteraad
De gemeenteraad van de gemeente Beemster bestond uit 13 zetels. Hieronder staat de samenstelling van de gemeenteraad sinds 1982:
| Beemster Polder Partij | 2  | 2  | 2  | 2  | 3  | 4  | 5  | 4  | 4  | 6  |
| VVD                    | 4  | 3  | 3  | 3  | 3  | 3  | 3  | 2  | 2  | 3  |
| PvdA                   | 3  | 4  | 4  | 3  | 4  | 4  | 3  | 2  | -  | -  |
| PvdA/GroenLinks        | -  | -  | -  | -  | -  | -  | -  | -  | 2  | 2  |
| D66                    | -  | -  | -  | 1  | -  | -  | -  | 3  | 3  | 1  |
| CDA                    | 4  | 4  | 4  | 4  | 3  | 2  | 2  | 2  | 2  | 1  |
| Totaal                 | 13 | 13 | 13 | 13 | 13 | 13 | 13 | 13 | 13 | 13 |

De waarnemend burgemeester van 1 april 2020 t/m 31 december 2021 was Karen Heerschop.

### Stedenband
De gemeente Beemster heeft van juni 1992 tot maart 2016 een stedenband gehad met de Tsjechische gemeente Studená.

### Gemeentelijke herindeling met Purmerend
De gemeenteraad van Beemster besloot op 9 januari 2018 om te gaan fuseren met de gemeente Purmerend. De colleges van Beemster en Purmerend hebben vervolgens op 4 september 2018 een bestuurlijk akkoord gesloten om per 1 januari 2022 te fuseren door middel van een gemeentelijke herindeling. De raad van Purmerend stemde op 27 september 2018 in met de voorgenomen fusie. Burgemeester Joyce van Beek heeft op 17 december 2019 haar vertrek aangekondigd per 1 april 2020 om een opvolger het fusieproces te laten afronden.
Op 27 februari 2020 hebben de gemeenteraden van Beemster en Purmerend het herindelingsadvies vastgesteld. De definitieve zienswijze en het herindelingsadvies zijn in juni 2020 door Gedeputeerde Staten vastgesteld en vervolgens toegezonden aan de minister van Binnenlandse Zaken en Koninkrijksrelaties. Het desbetreffend wetsvoorstel is op 11 februari 2021 aangenomen door de Tweede Kamer en op 25 mei 2021 door de Eerste Kamer.